# Bryan Fury
Bryan Fury (ブライアン・フューリー, Buraian Fyūrī) é uma personagem da franquia Tekken, desenvolvida pela Bandai Namco Entertainment. Ele tem sido um dos pilares da série desde sua estreia em Tekken 3 (1997), retratado como um lutador sedento por poder. Bryan já foi oficial da Interpol até ser morto em um tiroteio, revivido por Dr. Abel em uma experiência de cibernética.

## Designe jogabilidade
Bryan é retratado como um homem musculoso com cabelos grisalhos na casa dos 30 anos. Ele tem duas tatuagens tribais no pescoço e usa uma braçadeira vermelha no braço esquerdo. Muitas cicatrizes são aparentes ao redor de seu corpo, incluindo uma vertical em seu rosto, uma grande em forma de cruz nas costas e uma longa vertical em seu torso. Ex-detetive de polícia antes de se tornar um ciberzumbi, Bryan usa várias roupas com motivos militares ou policiais, além de calças de camuflagem cinza, botas de combate preta, luvas e joelheiras.

## Aparição

### Na franquiaTekken
Ex-oficial da Interpol, Bryan foi morto durante um tiroteio em Hong Kong. Seu cadáver foi transportado para o laboratório de um cientista louco chamado Dr. Abel em sua tentativa de completar seu projeto de formar um exército ciborgue. Abel achava que um ciborgue perfeito deveria ter a mecânica construída por seu rival Bosconovitch, então ele reanimou o corpo de Fury e o enviou para coletar dados sobre planos semelhantes de seu rival. Ele entra no torneio de Tekken 3 com o objetivo de capturar Yoshimitsu, ninja próximo a Bosconovitch.
Em Tekken 4, Abel abandona Bryan quando Heihachi Mishima e a corporação Mishima Zaibatsu o recrutam como seu principal conselheiro científico. Isso deixa Bryan em uma fúria assassina, e ele entra no King of Iron Fist Tournament 4, sentindo que a vitória forçará Abel a mudar seu corpo, tornando-se assim o ser mais incrível que existe mais uma vez. Após sua derrota, Bryan usa suas últimas forças para nocautear Abel antes de perder a consciência e deixá-lo morrer no laboratório em chamas. Yoshimitsu o leva ao Dr. Bosconovitch, que promete transferir a mente de Bryan para um novo corpo, embora demore um ano inteiro. Em Tekken 5, no entanto, Bryan acorda um mês depois. Bosconovitch diz a Bryan que seu corpo era muito complexo para trabalhar, mas como último recurso, ele instalou um gerador de energia perpétua nele como medida de emergência. Ao saber disso, Bryan ataca Bosconovitch e os membros do clã Manji designados para proteger o médico e sai do laboratório.

### Em outras mídias
Bryan aparece em três quadrinhos de Tekken, Tekken Saga (1997), Tekken: Tatakai no Kanatani (2000) e Tekken Forever (2003). No filme de ação de 2009, Tekken, e em sua prequel, Tekken 2: Kazuya's Revenge, Bryan é interpretado por Gary Daniels. Ele é retratado como um homem que teve atualizações cibernéticas. Um dossiê sobre Bryan é visto brevemente no filme CGI Tekken: Blood Vengeance, quando Anna Williams abre um arquivo contendo dossiês sobre várias pessoas de interesse.

## Recepção
Após a estreia de Bryan Fury em Tekken 3, a Next Generation o chamou de "facilmente o visual mais assustador do novo lote". Em 2012, o Cheat Code Central classificou Bryan como o sexto "pior lutador de videogame", comentando: "No papel, Bryan Fury é um kickboxer; na prática, Bryan Fury é insano. Ele é um policial, um zumbi e está pronto para arrancar sua cara se você olhar torto para ele." Em 2013, a revista Complex classificou Bryan como o décimo quarto melhor personagem de Tekken, assinalando: "Começa com a risada – aquela risada insana e cacarejante que ele solta no início de suas partidas. Para um zumbi, Bryan com certeza é animado, para não dizer louco." No artigo da GamesRadar+ para Street Fighter × Tekken, eles afirmaram: "Às vezes procurando uma maneira de estender sua vida artificial como os vilões de Blade Runner, outras vezes simplesmente entrando nos torneios para testar seus poderes, Bryan é um dos mais difíceis da série Tekken." A PlayStation Universe incluiu Bryan Fury e Yoshimitsu entre os cinco principais pares rivais no Tekken Tag Tournament 2, comentando "Bryan é seu rebatedor pesado, com seus chutes e socos robustos desferindo alguns golpes que destroem o HP, enquanto Yoshimitsu pode confundir e abusar de suas vítimas com alguns malabarismos intrincados e combos confusos." Peter Austin, da WhatCulture, nomeou Bryan o "segundo maior personagem de Tekken de todos os tempos". Bryan foi classificado pela Den of Geek como o "sétimo melhor personagem de Tekken", com comentários: "Alguém na Namco percebeu que Roy Batty de Blade Runner seria um bom personagem de jogo de luta e que Deus os abençoe porque eles estavam certos. Bryan Fury está nos dando um ciborgue morto-vivo ridículo de um homem que quer esmagar sua mandíbula enquanto ele ri loucamente." A Paste apontou que "Fury agora vaga pelo mundo em busca de uma luta digna de seus talentos, matando qualquer um corajoso o suficiente para entrar em seu caminho com seu poderoso corpo cibernético e estilo de artes marciais kickboxing." Em uma votação oficial de fãs da Namco, Bryan foi classificado como o décimo personagem de Tekken mais solicitado para ser jogável em Tekken × Street Fighter, com 9,72% dos votos.